# Balatonkenesei Tátorjános Természetvédelmi Terület
A Balatonkenesei-tátorjános természetvédelmi terület egy védett terület a Veszprém vármegyei Balatonkenesén. Nevét az itt őshonos tátorjánról kapta.

## Kialakulása, felszíni alakzatai
A balatonkenesei magaspartot (az úgynevezett „löszpartot”) a közhiedelemtől igencsak eltérően nem lösz építi fel, hanem különféle (zömmel homokos–iszapos) tavi üledékek. A szabályos, vízszintes rétegek mintegy 10 millió éve rakódtak le a Pannon-tóban. Lösz csak a rétegsor tetején található. A tavi üledéket borító 1–2 m vastag lepel anyagát a jégkorszakban fújta ide a szél alapvetően az Észak-Európát elborító jégtakaró peremvidékéről és a Dunántúli-középhegységből. Felszíni helyzete folytán ez a talajképző üledék, ezen alakult ki a sajátos, alapvetően mészkedvelő növényzet.
A letörés abráziós eredetű: a laza üledékekből álló partot a korábban még szabályozatlan Balaton hullámverése mosta alá. A meredek partoldal folyamatosan pusztult, ahogy az üledékek suvadások és omlások formájában leszakadtak. A lehullott omladék átmenetileg megtámasztotta a falat, de miután a tó hullámverése miután ismét elhabolta a támasztékot, a folyamat újra és újra ismétlődött, amíg a mesterséges partvédelem meg nem fékezte. A jó vízvezető rétegekben a tó felé mozgó rétegvizek tovább csökkentik a fal állékonyságát.

## Története
1971-ben hozták létre a Soós-hegyen. A Balaton-felvidéki Nemzeti Park Igazgatóság felügyeli; a városban külön polgárőrség vigyáz a területre.
1927 óta itt magasodik a Soós Lajos költő emlékére emelt obeliszk. 2005 körül kilátót is építettek ide. 

## Látnivalói
A domb oldalába vájt kilenc üreg helyi neve Tatár-likak.

### Magaspart
A meredek partoldalon különleges löszfalnövényzet él. Ide mélyíti költőüregeit legpompásabb, trópusi tájakat idéző madarunk, a fullánkos rovarokat fogyasztó gyurgyalag és barnás tollazatú fecskénk, a parti fecske.

### Plató
A magaspart tetején elterülő platón különleges lágyszárú növénytársulások telepedtek meg. A terület nevét adó tátorján reliktum faj, a jégkorszaki löszpuszta-rétek maradványa.

## Látogatása
Szabadon látogatható.